# 547 Praxedis
Praxedis (asteroide 547) é um asteroide da cintura principal com um diâmetro de 69.68 quilómetros, a 2,114301 UA. Possui uma excentricidade de 0,2373613 e um período orbital de 1 686,04 dias (4,62 anos).
Praxedis tem uma velocidade orbital média de 17,88828739 km/s e uma inclinação de 16,8974º.
Esse asteroide foi descoberto em 14 de Outubro de 1904 por Paul Götz.